# Ardisia filipes
Ardisia filipes är en viveväxtart som beskrevs av Cyril Tenison White. Ardisia filipes ingår i släktet Ardisia och familjen viveväxter. Inga underarter finns listade i Catalogue of Life.